# فرانسيس باين أدلر
فرانسيس باين أدلر (بالإنجليزية: Frances Payne Adler)‏ هي كاتِبة أمريكية، ولدت في 1942.